# IC 1865
IC 1865 је спирална галаксија у сазвјежђу Кит која се налази на листи објеката дубоког неба у Индекс каталогу.
Деклинација објекта је + 8° 49' 41" а ректасцензија 2h 55m 20,0s. Привидна величина (магнитуда) објекта IC 1865 износи 14,0 а фотографска магнитуда 14,8. IC 1865 је још познат и под ознакама UGC 2391, MCG 1-8-17, CGCG 415-26, PGC 11035.